# Ameneminet
Ameneminet war ein altägyptischer Beamter mit dem Hauptamt eines Chef der Grenzpolizei. Er amtierte unter Ramses II.
Ameneminet ist wahrscheinlich unter Sethos I. geboren. Sein Vater war der Hohepriester des Amun, Wenennefer, seine Mutter die Sängerin des Amun, Isis. Schon unter Sethos I. scheint er eine Militärlaufbahn eingeschlagen zu haben. Er war zu dieser Zeit Streitwagenfahrer und Stallmeister. Darauf wurde er Truppenkommandant und war als Gesandter im Ausland unterwegs. Unter Ramses II. wurde er dann zum Chef der Grenzpolizei befördert. In dieser Funktion war er am Bau des Ramesseums, des Totentempels des Herrschers, beteiligt.
Die Gemahlin des Ameneminet hieß Nefertari und war die Tochter des Sem-Priesters im Tempel des Sokar, Minmose.
Ameneminet hatte ein Grab in Theben-West, das bisher aber noch nicht genauer lokalisiert werden konnte. Es fanden sich in Theben-West jedoch Teile seines Sarkophages und eines Türsturzes, der aus dem Grab stammt. Ein einmaliges Monument ist das sogenannte Familienmonument in Neapel. Es handelt sich um eine Reihe von mumienförmigen Statuen in einem Block gehauen. Jeder dieser Figuren stellt ein wichtiges Familienmitglied des Ameneminet dar.